# Heptaeder
Heptaeder je polieder s sedmimi stranskimi ploskvami.
Heptaeder ima lahko nenavadno veliko oblik ali topologij. Verjetno najbolj znani obliki sta šeststrana piramida in petstrana prizma. Pomemben je tudi tetrahemiheksaeder, katerega enakostranične stranske ploskve tvorijo osnovno projektivne ravnine. Noben heptaeder ni pravilen.
Obstajajo trije polpravilni heptaedri:
- petstrana prizma
- pentagramska prizma
- facetirani oktaeder

## Topološko različni heptaedri

### Konveksni heptaedri
Če se ne šteje zrcalnih slik, obstaja 34 topološko različnih konveksnih heptaedrov. Dva poliedra sta topološko različna, če imata resnično različni razporeditvi stranskih ploskev in oglišč tako, da je nemogoče spremeniti enega v drugega preprosto s tem, da se spremeni dolžine robov ali kote med robovi, oziroma med stranskimi ploskvami.
Zgled vsakega tipa je prikazan spodaj skupaj s številom stranic na vsaki stranski ploskvi (SP). Prikazi so urejeni po padajočem številu šeststranih stranskih ploskev (če kakšna obstaja), ki jim sledi padajoče število petstranih stranskih ploskev (če kakšna obstaja) itd.
| - SP: 6,6,4,4,4,3,3 - 10 oglišč - 15 robov | - SP: 6,5,5,5,3,3,3 - 10 oglišč - 15 robov | - SP: 6,5,5,4,4,3,3 - 10 oglišč - 15 robov                              | - SP: 6,5,4,4,3,3,3 - 9 oglišč - 14 robov                     | - SP: 6,5,4,4,3,3,3 - 9 oglišč - 14 robov  |
| - SP: 6,4,4,4,4,3,3 - 9 oglišč - 14 robov  | - SP: 6,4,4,3,3,3,3 - 8 oglišč - 13 robov  | - SP: 6,4,4,3,3,3,3 - 8 oglišč - 13 robov                               | šeststrana piramida - SP: 6,3,3,3,3,3,3 - 7 oglišč - 12 robov | - SP: 5,5,5,4,4,4,3 - 10 oglišč - 15 robov |
| - SP: 5,5,5,4,3,3,3 - 9 oglišč - 14 robov  | - SP: 5,5,5,4,3,3,3 - 9 oglišč - 14 robov  | petstrana prizma - SP: 5,5,4,4,4,4,4 - 10 oglišč - 15 robov             | - SP: 5,5,4,4,4,3,3 - 9 oglišč - 14 robov                     | - SP: 5,5,4,4,4,3,3 - 9 oglišč - 14 robov  |
| - SP: 5,5,4,3,3,3,3 - 8 oglišč - 13 robov  | - SP: 5,5,4,3,3,3,3 - 8 oglišč - 13 robov  | - SP: 5,4,4,4,4,4,3 - 9 oglišč - 14 robov                               | - SP: 5,4,4,4,3,3,3 - 8 oglišč - 13 robov                     | - SP: 5,4,4,4,3,3,3 - 8 oglišč - 13 robov  |
| - SP: 5,4,4,4,3,3,3 - 8 oglišč - 13 robov  | - SP: 5,4,4,4,3,3,3 - 8 oglišč - 13 robov  | - SP: 5,4,4,4,3,3,3 - 8 oglišč - 13 robov                               | - SP: 5,4,3,3,3,3,3 - 7 oglišč - 12 robov                     | - SP: 5,4,3,3,3,3,3 - 7 oglišč - 12 robov  |
| - SP: 4,4,4,4,4,3,3 - 8 oglišč - 13 robov  | - SP: 4,4,4,4,4,3,3 - 8 oglišč - 13 robov  | podaljšana tristrana piramida - SP: 4,4,4,3,3,3,3 - 7 oglišč - 12 robov | - SP: 4,4,4,3,3,3,3 - 7 oglišč - 12 robov                     | - SP: 4,4,4,3,3,3,3 - 7 oglišč - 12 robov  |
| - SP: 4,4,4,3,3,3,3 - 7 oglišč - 12 robov  | - SP: 4,4,4,3,3,3,3 - 7 oglišč - 12 robov  | - SP: 4,3,3,3,3,3,3 - 6 oglišč - 11 robov                               | - SP: 4,3,3,3,3,3,3 - 6 oglišč - 11 robov                     |                                            |